# Geron roborovskii
Geron roborovskii är en tvåvingeart som beskrevs av Zaitzev 1996. Geron roborovskii ingår i släktet Geron och familjen svävflugor. Inga underarter finns listade i Catalogue of Life.